# Alex Reid
Pour les articles homonymes, voir Reid.
Alex Reid, née à Penzance, en Cornouailles, le 23 décembre 1980, est une actrice anglaise de cinéma et télévision.

## Biographie
Elle a étudié à la Webber Douglas Academy of Dramatic Art de Londres. Elle est surtout connue pour ses rôles dans le film The Descent, et la série télévisée Misfits.

## Filmographie

### Cinéma
- 2001 : Arachnid : Mercer
- 2001 : Last Orders : Pam jeune
- 2003 : The Honeymooners : Claire
- 2005 : The Descent : Beth
- 2006 : Wilderness : Louise
- 2007 : Jetsam : Grace
- 2009 : One Hundred Mornings : Hannah
- 2009 : The Descent 2 : Beth
- 2012 : The Facility : Joni
- 2014 : S.A.S. : Section d'assaut (I Am Soldier) : Dawn
- 2022 : La Princesse (The Princess) de Le-Van Kiet : la Reine

### Télévision
- 2001 : Sydney Fox, l'aventurière (saison 2, épisode 19) : Simone
- 2002 - 2003 : Ultimate Force (10 épisodes) : Capt. Caroline Walshe
- 2004 : Casualty (saison 19, épisode 10) : Shelly Brooks
- 2007 : Life on Mars (saison 2, épisode 6) : Layla Dylan
- 2009 - 2011 : Misfits (8 épisodes) : Sally
- 2015 : Les Enquêtes de Vera (saison 5, épisode 3) : Karen Pryor
- 2018 : Collateral (mini-série, 4 épisodes)
- 2020 : Unorthodox (mini-série Netflix, 4 épisodes) : Leah